# Manco Inca
Manco Inca Yupanqui, també conegut com a Manco Cápac II, va ser el primer dels quatre rebels inques de Vilcabamba. Era germà d'Atahualpa, es va sublevar el 1536 contra Pizarro i al front d'un exèrcit de 200.000 homes va assetjar Cusco, inexplicablement no la va atacar i més tard va ser derrotat i assassinat.
Va escapar dels exèrcits d'Atahualpa a Cusco i va oferir ajuda als conquistadors espanyols creient que l'alliberarien de les malignes tropes de Quito. El van nomenar Emperador inca, però després dels múltiples abusos que van cometre amb ell i el seu poble, va decidir escapar-se i rebel·lar-se. El 1536 gairebé allibera Cusco i expulsa als conquistadors espanyols, tanmateix es va refugiar a Vilcabamba en haver d'alliberar les seves tropes per l'excessiu temps que estava durant la guerra.
Finalment va ser assassinat el 1544 (algunes fonts indiquen 1545) per 7 espanyols que el van trair.

## Biografia

### Origen i entronació
Manco Inca va ser un dels més de 600 fills de Huayna Cápac, probablement va néixer el 1515, a Cusco.
Quan les tropes d'Atahualpa van ocupar l'esmentada ciutat sota el comandament del general Quisquis, van matar els descendents de Huayna Cápac, als partidaris de Huàscar i tot aquell que pogués intentar prendre el lloc de l'Inca. Per aquesta raó Manco Inca es va veure obligat a fugir evitant qualsevol contacte amb els atahualpistes.
El 14 de novembre de 1533 va trobar a Francisco Pizarro i el seu contingent tant inca com espanyol. Aquest i altres fets com l'execució d'Atahualpa van portar a Manco Inca a creure que els espanyols eren "salvadors" enviats pels déus.
En presentar-se a Pizarro aquest li va respondre: "Has de saber que jo vaig venir amb l'únic propòsit de protegir-te i alliberar-te d'aquesta gent de Quito, pots creure que jo no vinc en profit meu. " 
Hi ha dues versions sobre el final de Chalcuchímac. Una d'elles diu que per convèncer el jove inca, Pizarro va cremar viu Chalcuchímac davant d'aquell. D'altra banda, José A. del Busto cita a Pedro Sancho de la Hoz quan afirma que el general ja havia mort un dia abans de l'arribada de Manco Inca:
| «                        | "Informat el Governador de totes aquestes acusacions i comprovant quant de veritat hi havia en això, va manar que fos cremat viu al mig de la plaça, i així es va fer, que els principals i més familiars seus eren els que posaven més diligència en encendre el foc (...) tota la gent de la terra es va alegrar infinit de la seva mort, perquè era molt odiat de tots per conèixer com n'era de cruel." | » |
| — Pedro Sancho de la Hoz | |   |

El matí del dissabte 15 de novembre, les tropes hispano-indígenes van entrar a la capital (Cusco) pel coll de Carmenca (actual barri de San Blas) per a després baixar per un camí que portava a un riu i que posteriorment van batejar com "El carreró de la Conquesta" o "El carrer dels Conquistadors". Després de saquejar el Coricancha, els temples i palaus més importants del Cusco, Francisco Pizarro va coronar Manco Inca com Sapa Inca.

### Sota el vassallatge espanyol

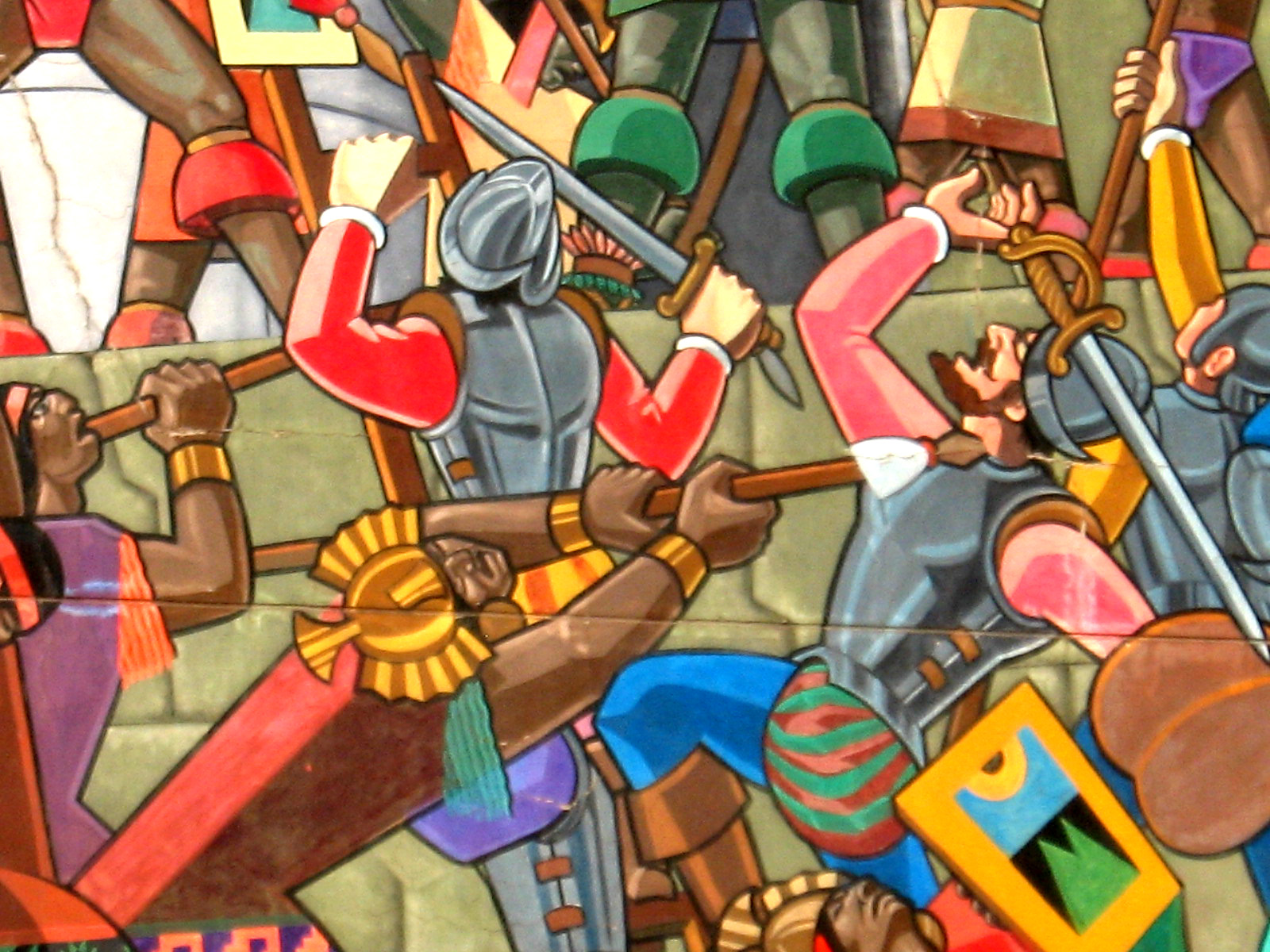
Les tropes de Quisquis es van enfrontar a l'exèrcit combinat de Manco Inca i Pizarro. Pintura de Juan Bravo per a la municipalitat de Cusco.

Una vegada nomenat, Manco Inca va sol·licitar a Francisco Pizarro que li donés permís per organitzar un exèrcit que combatés a les tropes del general atahualpista Quisquis, Pizarro, a més de donar-li el permís, li va donar suport amb cavalls i soldats espanyols. Uns espies van informar Manco Inca de les intencions de les tropes de Quisquis per atacar Jauja, donant-li l'opció d'enviar just a temps el seu exèrcit sota el comandament del seu germà; Paullu Inca. Després de la batalla, Quisquis i els seus guerrers es van veure obligats a retirar-se cap a Tarma. Tanmateix, van ser expulsats també de Tarma, ja que els seus habitants eren huascaristes. Finalment, Quisquis va ser assassinat pels seus propis soldats que es negaven a continuar combatent els espanyols.
Manco Inca va encapçalar una guerra per restaurar l'incanat el 6 de maig de 1536 amb el setge del Cusco, que no va reixir i va haver de retirar-se a les muntanyes de Vilcabamba, on va instal·lar la seu de la monarquia incaica mentre que la resta del territori va ser ocupat pels espanyols, que van enfrontar-se en una guerra civil que va concloure amb la victòria dels Pizarro a la batalla de Las Salinas, l'abril del 1538 i l'execució Diego de Almagro.

### Mort
El 1545 (alguns sostenen que va ser 1544), Alonso de Toro, tinent governador de Cusco va oferir una oportunitat als almagristes que havien traït Espanya. Els va dir que si mataven Manco Inca els perdonaria, i així va ser. Un dia de 1545, a Vilcabamba 7 almagristes van assassinar Manco Inca davant del seu fill.
El seu fill, Titu Cusi Yupanqui, seria més tard cronista, i va narrar la mort del seu pare. Va escriure l'últim missatge que li va donar agonitzant: No et deixis enganyar amb les seves meloses paraules, són totes mentides, si tu els creus t'enganyaran com ho van fer amb mi".
Els caps dels 7 espanyols que van assassinar Manco Inca van ser exhibits a les places i carrers de Vitcos i Vilcabamba
El va succeir el seu segon fill, Sayri Túpac Inca, qui va renunciar i va deixar el tron al seu germà més gran (fill gran de Manco Inca) anomenat Titu Cusi Yupanqui i quan aquest va morir li va deixar el tron al seu germà Túpac Amaru I. Els quatre inques de Vilcabamba van ser de la família de Manco Inca.